# O País Todo está Vermelho

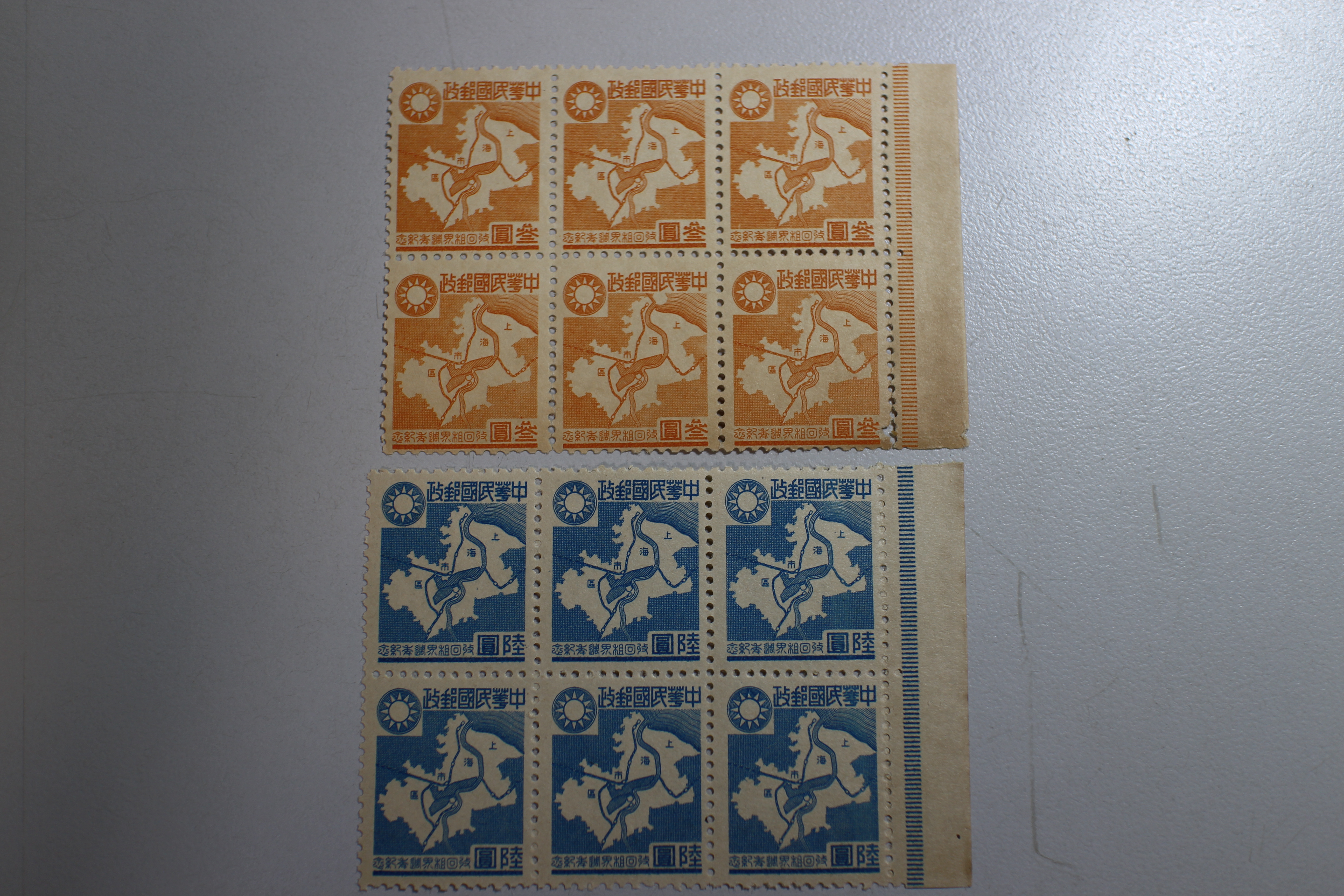
O País Todo está Vermelho - SELO

O País Todo Está Vermelho é um selo postal chinês, emitido em 24 de novembro de 1968, que continha um problema com seu desenho. O selo possui o desenho de um mapa da China com o escrito "O País Todo Está Vermelho" (chinês simplificado: 全国山河一片红), com um trabalhador um camponês e um soldado abaixo do mapa com cópias das Citações do Presidente Mao nas mãos. No entanto, a ilha de Taiwan é a única que não está colorida com vermelho como o restante da China. O valor nominal do selo é de 8 fen.
Taiwan não foi colorida em vermelho no momento da impressão já que estava (e como permanece até hoje) sob o controle do governo da República da China, e não da República Popular. A razão oficial dada para a retirada de circulação do selo foi de que as Ilhas Spratly e Paracel estavam ausentes no mapa. Além disso, as fronteiras com Mongólia, Butão e Myanmar teriam sido desenhadas incorretamente. O selo foi distribuído por menos da metade de um dia quando um editor da SinoMaps Press notou o problema com Taiwan e o relatou ao Ministério da Indústria e Tecnologia da Informação. Como resultado, todos os correios chineses tiveram que parar de vender o selo e devolver todas as cópias, com apenas uma pequena quantidade chegando às mãos de colecionadores particulares. O designer do selo, Wang Weisheng, disse em entrevista à AFP: "Durante muito tempo eu fiquei realmente preocupado com a possibilidade de ser preso".
Hoje o selo é considerado raro, tendo sido vendido em um leilão de 2009 por HK$3,68 milhões (US$475 mil, £290 mil). Outros leilões mais recentes obtiveram valores menores, como £31.050 em dezembro de 2010 (Stanley Gibbons), HK$747.500 na venda da InterAsia em setembro de 2011, US$57.000 em 2014 na Alemanha e US$ 445.000 em 2014 em Hong Kong.